# Козарівка (Черкаський район)
Коза́рівка — село в Україні, у Черкаському районі Черкаської області, підпорядковане Бобрицькій сільській громаді. Розташоване за 27 км на південний захід від Канева та за 21 км від залізничої станції Ляплава.
Населення села становить 276 осіб, дворів 134 (2009; 312 осіб в 2007).Ну еще и Дениса Гоголя 

## Географія
Селом протікає річка Казарка.

## Історія
Село вперше згадується в XVII столітті, відколи воно було виселком Курилівського пана Козаріна, який частину своїх селян виселив із Курилівки і поселив на землях, де нині розташована Козарівка. Хоча село і згадується вперше в XVII столітті, проте старожили вважають, що воно бере початок ще від часів монголо-татарської навали. Свідченням давньої історії є численні козацькі могили. Найкраще збереглася «Велика могила», що розташована на межі між полями сіл Козарівки та Курилівки.
Лаврентій Похилевич у «Сказаннях про населені місцевості Київської губернії» пише:

К Куриловскому приходу причислена деревня Козариновка или Козаровка, в 2-х верстах от Куриловки отстоящая. Деревня эта расположена вдоль ручья Синявка и пресекается многими дорогами из окрестных сел. Жителей обоего пола 448 православных и 10 римских католиков. Земли 1189 десятин. Принадлежит А. О. Прушинскому. В деревне этой женою бывшего помещика Иосифа Козаринова, по вероисповеданию латинкою, построена в 1814 г. латинская каменная каплица, у которой по временам и ныне совершается латинское богослужение. Козариновка основана только в начале текущего столетия.

У період 1932—1933 років на території села загинуло голодною смертю 76 осіб. На кладовищі в селі селяни встановили хрест як вічну пам'ять про ті часи. Під час німецько-радянської війни 150 чоловік воювало на фронтах, 70 з них нагороджені орденами і медалями, загинуло 63 особи. На честь загиблих споруджено обеліск Слави.
Станом на 1972 рік в селі мешкало 520 чоловік. Тут містилася виробнича дільниця колгоспу «Зоря комунізму», за яким було закріплено 3 тисячі га землі, зокрема 2,7 тисяч га орної. Виробничий напрям господарства був зерново-молочний. На той час в селі працювали початкова школа, клуб на 250 місць, бібліотека з книжковим фондом 7,2 тисяч примірників, дитячі ясла, медпункт.

## Сучасність
На сьогодні на території села діють загальноосвітня школа, фельдшерсько-акушерський пункт, магазин. Землі сільської ради обробляють: НВФ «Урожай», ТОВ «Наша ряба», АФ «Трудальянс».

## Пам'ятки
- Чумацький шлях — комлексна пам'ятка природи місцевого значення.

## Населення

### Мова
Розподіл населення за рідною мовою за даними перепису 2001 року:
| Мова       | Кількість | Відсоток |
| ---------- | --------- | -------- |
| українська | 304       | 97.44%   |
| російська  | 6         | 1.92%    |
| білоруська | 1         | 0.32%    |
| вірменська | 1         | 0.32%    |
| Усього     | 312       | 100%     |

## Відомі люди

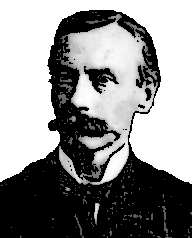
Оссовський Г. Й.

В Козарівці народився польський геолог, археолог і краєзнавець Волині Оссовський Готфрид Йосипович (1835—1897).